# Laramie Plains

Blick auf die Laramie Plains von der Snowy Range Road

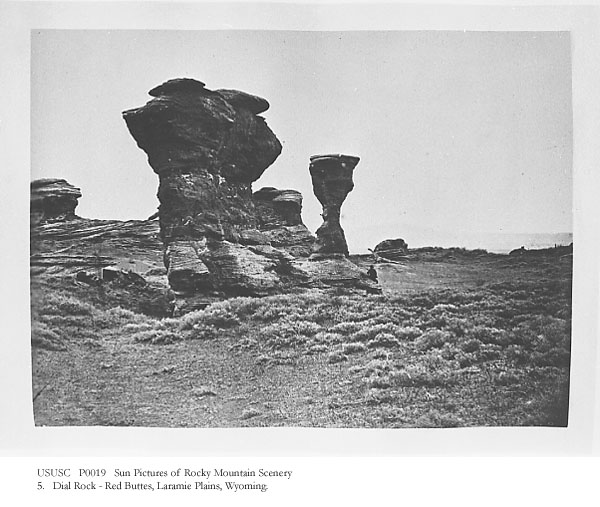
Dial Rock, Red Buttes, Laramie Plains, um 1869

Die Laramie Plains (Laramie-Ebenen) sind ein arides (trockenes) Hochland auf ca. 2400 m Höhe im südlichen US-Bundesstaat Wyoming. Die Ebenen erstrecken sich entlang des oberen Laramie River auf der Ostseite der Medicine Bow Mountains. Im Osten werden die Laramie Plains durch die Laramie Mountains von den Great Plains getrennt. Die größte Ortschaft der Region ist die Stadt Laramie. Die Höhenlage sorgt für ein kaltes Klima und eine relativ kurze Vegetationsperiode. Da die Ebenen für den Ackerbau weitgehend ungeeignet sind, werden sie überwiegend für die Viehzucht, hauptsächlich von Schafen und Rindern, genutzt.

## Geschichte
Vor der Ankunft weißer Trapper und Siedler im 19. Jahrhundert waren die Laramie Plains kein Siedlungsgebiet der First Nations, sondern wurden von den Arapaho, Cheyenne, Oglala, Shoshonen und Ute zur Jagd genutzt; die Gebiete dieser Stämme grenzten an die Ebenen. Menschen nutzten die Region seit über 10.000 Jahren.
In den Jahren 1842 und 1843 erkundete John C. Frémont Wyoming und legte anschließend dem Kongress Berichte und Karten vor. Er bezeichnete die von Bergen umgebenen Ebenen im Südosten Wyomings als „Laramie Plains“.
Captain Howard Stansbury vom U.S. Corps of Topographical Engineers erkundete im Sommer 1850 mit seinem Führer Jim Bridger eine Route zurück vom Großen Salzsee nach Osten, von Fort Bridger über die Red Desert, den Bridger Pass und die Laramie Plains. Diese Route wurde später Teil des Overland Trails.
1868 wurden die Laramie Plains von der Strecke der Union Pacific Railroad als Teil der ersten transkontinentalen Eisenbahn durchquert. Der Bau der Eisenbahn verursachte einen Bevölkerung-Boom in den Plains mit der Gründung von Laramie City. Der Lincoln Highway folgte der gleichen Route, ebenso die heutige Interstate 80.